# Liste der Landschaftsschutzgebiete in Schwaben (Bayern)
Die Liste der Landschaftsschutzgebiete in Schwaben (Bayern) bindet folgende Listen der Landschaftsschutzgebiete in schwäbischen Landkreisen und Städten aus dem Artikelnamensraum ein:

## Landkreise und Gemeinden
- Liste der Landschaftsschutzgebiete im Landkreis Aichach-Friedberg
- Liste der Landschaftsschutzgebiete im Landkreis Augsburg
- Liste der Landschaftsschutzgebiete in Augsburg
- Liste der Landschaftsschutzgebiete im Landkreis Dillingen an der Donau
- Liste der Landschaftsschutzgebiete im Landkreis Donau-Ries
- Liste der Landschaftsschutzgebiete im Landkreis Günzburg
- Liste der Landschaftsschutzgebiete in Kaufbeuren
- Liste der Landschaftsschutzgebiete in Kempten (Allgäu)
- Liste der Landschaftsschutzgebiete im Landkreis Lindau (Bodensee)
- Liste der Landschaftsschutzgebiete in Memmingen
- Liste der Landschaftsschutzgebiete im Landkreis Neu-Ulm
- Liste der Landschaftsschutzgebiete im Landkreis Oberallgäu
- Liste der Landschaftsschutzgebiete im Landkreis Ostallgäu
- Liste der Landschaftsschutzgebiete im Landkreis Unterallgäu

Die Auswahl entspricht dem Regierungsbezirk Schwaben (Bayern). Im Regierungsbezirk gibt es 115 Landschaftsschutzgebiete (Stand Oktober 2018).

## Hinweise zu den Angaben in der Tabelle
- Gebietsname: Amtliche Bezeichnung des Schutzgebietes
- Bild/Commons: Bild und Link zu weiteren Bildern aus dem Schutzgebiet
- LSG-ID: Amtliche Nummer des Schutzgebietes
- WDPA-ID: Link zum Eintrag des Schutzgebietes in der World Database on Protected Areas
- Wikidata: Link zum Wikidata-Eintrag des Schutzgebietes
- Ausweisung: Datum der Ausweisung als Schutzgebiet
- Gemeinde(n): Gemeinden, auf denen sich das Schutzgebiet befindet
- Lage: Geografischer Standort
- Fläche: Gesamtfläche des Schutzgebietes in Hektar
- Flächenanteil: Anteilige Flächen des Schutzgebietes in Landkreisen/Gemeinden, Angabe in % der Gesamtfläche
- Bemerkung: Besonderheiten und Anmerkungen

Bis auf die Spalte Lage sind alle Spalten sortierbar.
| Gebietsname | Bild/Commons   | LSG-ID       | WDPA-ID | Wikidata  | Ausweisung | Gemeinde(n) | Lage     | Fläche ha | Flächenanteil | Bemerkung |
| --- | -------------- | ------------ | ------- | --------- | ---------- | ----------- | -------- | --------- | --- | --- |
| Asperwäldchen |                | LSG-00235.01 | 395711  | Q59611791 | 1972       |             | Position | 11,4      | Landkreis Neuburg-Schrobenhausen (37,1 %), Landkreis Aichach-Friedberg (62,9 %) | |
| Friedberger Lechleite | weitere Bilder | LSG-00440.01 | 395948  | Q59611796 | 1989       |             | Position | 365,35    | Landkreis Aichach-Friedberg (100 %) | |
| Lechauwald bei Todtenweis und Rehling | weitere Bilder | LSG-00401.01 | 395909  | Q59611792 | 1987       |             | Position | 368,63    | Landkreis Aichach-Friedberg (99,8 %) | |
| Schutz des Auwaldes an der Ach in der Gemeinde Grimolzhausen                                                                                                 |                | LSG-00185.01 | 395655  | Q59611787 | 1970       |             | Position | 11,23     | Landkreis Aichach-Friedberg (100 %) | |
| Schutz eines Auwaldgehölzes in der Gemeinde Grimolzhausen |                | LSG-00179.01 | 395651  | Q59611786 | 1969       |             | Position | 5,81      | Landkreis Aichach-Friedberg (100 %) | |
| Silberbrünnel |                | LSG-00218.01 | 395696  | Q59611790 | 1971       |             | Position | 27,2      | Landkreis Aichach-Friedberg (100 %) | |
| Weilachtal | weitere Bilder | LSG-00439.01 | 395947  | Q59611911 | 1989       |             | Position | 1900,19   | Landkreis Aichach-Friedberg (99,9 %) | |
| Augsburg – Westliche Wälder | weitere Bilder | LSG-00417.01 | 395925  | Q59608104 | 1988       |             | Position | 69892,76  | Augsburg (2,2 %), Landkreis Augsburg (61,1 %), Landkreis Dillingen an der Donau (10,0 %), Landkreis Günzburg (15,7 %), Landkreis Unterallgäu (10,1 %), Landkreis Donau-Ries (0,9 %) | |
| Kobelwald | weitere Bilder | LSG-00296.01 | 395775  | Q19963766 | 1979       |             | Position | 19,73     | Landkreis Augsburg (100 %) | |
| Kreuzberg bei Thierhaupten | weitere Bilder | LSG-00462.01 | 395970  | Q59612256 | 1992       |             | Position | 2,75      | Landkreis Augsburg (100 %) | |
| Kuhseegebiet beim Hochablaßwehr | weitere Bilder | LSG-00009.02 | 395454  | Q59612435 | 1951       |             | Position | 161,1     | Augsburg (99,3 %) | |
| Lechauen nördlich von Augsburg |                | LSG-00009.01 | 395453  | Q59612434 | 1951       |             | Position | 113,84    | Augsburg (99,9 %) | |
| LSG Gögginger Wäldchen | weitere Bilder | LSG-00017.01 | 395460  | Q20180422 | 1952       |             | Position | 39,79     | Augsburg (99,8 %) | |
| LSG Wertachauen zwischen Inningen und Göggingen | weitere Bilder | LSG-00021.01 | 395464  | Q59612436 | 1953       |             | Position | 223,65    | Augsburg (99,8 %) | |
| LSG Wittelsbacherpark | weitere Bilder | LSG-00316.01 | 395803  | Q59612437 | 1980       |             | Position | 20,8      | Augsburg (100 %) | |
| LSG Wolfzahnau | weitere Bilder | LSG-00525.01 | 396058  | Q1519229  | 1998       |             | Position | 74,14     | Augsburg (100 %) | |
| Alter Berg |                | LSG-00159.01 | 395629  | Q59611383 | 1968       |             | Position | 1,67      | Landkreis Dillingen an der Donau (100 %) | |
| Bertenau |                | LSG-00128.01 | 395602  | Q59611381 | 1966       |             | Position | 368,38    | Landkreis Dillingen an der Donau (100 %) | |
| Dillinger Au |                | LSG-00166.01 | 395636  | Q59611387 | 1969       |             | Position | 180,18    | Landkreis Dillingen an der Donau (100 %) | |
| Donau-Auen zwischen Blindheim und Tapfheim | weitere Bilder | LSG-00471.01 | 395979  | Q59610693 | 1993       |             | Position | 1095,37   | Landkreis Dillingen an der Donau (73,2 %), Landkreis Donau-Ries (26,7 %) | |
| Donauauen zwischen Offingen und Peterswörth | weitere Bilder | LSG-00581.01 | 396131  | Q59610413 | 2004       |             | Position | 647,7     | Landkreis Dillingen an der Donau (72,9 %), Landkreis Günzburg (27,1 %) | |
| Egaulauf zwischen Schabringen und Donaualtheim |                | LSG-00020.01 | 395463  | Q59611377 | 1952       |             | Position | 9,69      | Landkreis Dillingen an der Donau (100 %) | |
| Gschwellhau | weitere Bilder | LSG-00373.01 | 395882  | Q59611395 | 1985       |             | Position | 169,47    | Landkreis Dillingen an der Donau (99,9 %) | örtl. bekannt als 'Knoblauchswäldle' |
| LSG Donau-Auen zwischen Günzburg und Gundelfingen | weitere Bilder | LSG-00493.01 | 396001  | Q59610407 | 1995       |             | Position | 1782,02   | Landkreis Dillingen an der Donau (62,8 %), Landkreis Günzburg (37,1 %) | |
| Oberes Kesseltal | weitere Bilder | LSG-00140.01 | 395613  | Q59610653 | 1967       |             | Position | 1062,64   | Landkreis Dillingen an der Donau (71,8 %), Landkreis Donau-Ries (28,2 %) | |
| Pfannental |                | LSG-00112.01 | 395540  | Q59611378 | 1963       |             | Position | 740,86    | Landkreis Dillingen an der Donau (100 %) | |
| Schutz der Donau-Auen in den Städten Lauingen und Dillingen an der Donau                                                                                     |                | LSG-00252.01 | 395730  | Q59611388 | 1973       |             | Position | 312,81    | Landkreis Dillingen an der Donau (100 %) | |
| Schutz des Großen Topfen, Kleinen Dopfen und Dopfengraben |                | LSG-00260.01 | 395738  | Q59611392 | 1973       |             | Position | 3,99      | Landkreis Dillingen an der Donau (100 %) | |
| Schutz des Riedes (Wittislinger Moor) | weitere Bilder | LSG-00195.01 | 395675  | Q59611390 | 1970       |             | Position | 43,23     | Landkreis Dillingen an der Donau (100 %) | Teilgebiet des FFH-Gebietes Wittislinger Ried Nr. 7328-305 mit WDPA 555521893, sh. Liste der FFH-Gebiete im Landkreis Dillingen an der Donau |
| Schutz von Landschaftsteilen der Donau-Auen sowie des Speichersees der Staustufe Faimingen                                                                   |                | LSG-00232.01 | 395708  | Q59611391 | 1972       |             | Position | 889,6     | Landkreis Dillingen an der Donau (100 %) | |
| Schwaighölzer |                | LSG-00161.01 | 395631  | Q59611386 | 1968       |             | Position | 41,16     | Landkreis Dillingen an der Donau (100 %) | |
| Tiergarten |                | LSG-00129.01 | 395603  | Q59611382 | 1966       |             | Position | 153,11    | Landkreis Dillingen an der Donau (100 %) | |
| Altwasser bei Donauwörth | weitere Bilder | LSG-00315.01 | 395802  | Q59610671 | 1980       |             | Position | 6,08      | Landkreis Donau-Ries (100 %) | außergewöhnliche Lage als Restnaturfläche inmitten des Industriegebiets südlich von Donauwörth, östlich begrenzt und umarmt von Airbus Helicopters, nördlich von Bahnanlagen, westlich und südlich von Industriebetrieben, u. a. einer Großschlachterei. |
| Altwasser bei Rettingen | weitere Bilder | LSG-00312.01 | 395799  | Q59610665 | 1980       |             | Position | 10,86     | Landkreis Donau-Ries (100 %) | |
| Am Langweidlegraben östlich von Heißesheim | weitere Bilder | LSG-00314.01 | 395801  | Q59610669 | 1980       |             | Position | 52,73     | Landkreis Donau-Ries (100 %) | |
| Firnhabermoos (Mertinger Hölle) | weitere Bilder | LSG-00211.01 | 395691  | Q59610661 | 1971       |             | Position | 182,24    | Landkreis Donau-Ries (100 %) | |
| Im Osterried südöstlich von Auchsesheim | weitere Bilder | LSG-00324.01 | 395812  | Q59610673 | 1981       |             | Position | 34,38     | Landkreis Donau-Ries (100 %) | |
| Karthäusertal | weitere Bilder | LSG-00409.01 | 395917  | Q59610687 | 1987       |             | Position | 884,21    | Landkreis Donau-Ries (100 %) | Teil des Gebiets ist die Wacholderheide am Ganzenberg |
| Lechheide-Sachsenwald südlich von Oberpeiching | weitere Bilder | LSG-00366.01 | 395875  | Q59610684 | 1985       |             | Position | 22,91     | Landkreis Donau-Ries (100 %) | |
| Marienhöhe und Stoffelsberg | weitere Bilder | LSG-00451.01 | 395959  | Q59610690 | 1990       |             | Position | 26,62     | Landkreis Donau-Ries (100 %) | |
| Nördlicher Riesrand | weitere Bilder | LSG-00254.01 | 395732  | Q59610833 | 1973       |             | Position | 8425      | Landkreis Donau-Ries (100 %) | |
| Riedgraben bei Laub | weitere Bilder | LSG-00313.01 | 395800  | Q59610667 | 1980       |             | Position | 17,89     | Landkreis Donau-Ries (100 %) | |
| Riegelberg bei Holheim | weitere Bilder | LSG-00325.01 | 395813  | Q59610675 | 1981       |             | Position | 62        | Landkreis Donau-Ries (99,9 %) | |
| Schmähingen Nord | weitere Bilder | LSG-00353.01 | 395861  | Q59610678 | 1984       |             | Position | 10,36     | Landkreis Donau-Ries (100 %) | |
| Schmähingen West | weitere Bilder | LSG-00353.02 | 395862  | Q59610680 | 1984       |             | Position | 28,09     | Landkreis Donau-Ries (100 %) | |
| Schmutterwäldchen bei Bäumenheim | weitere Bilder | LSG-00360.01 | 395869  | Q59610683 | 1984       |             | Position | 13,19     | Landkreis Donau-Ries (100 %) | |
| Schutz des Gebietes zwischen Katzenstein und Sonderhof | weitere Bilder | LSG-00188.01 | 395658  | Q59610655 | 1970       |             | Position | 210,58    | Landkreis Donau-Ries (100 %) | |
| Schutz von Landschaftsteilen im Bereich der Stadt Harburg und der Gemeinde Großsorheim                                                                       | weitere Bilder | LSG-00253.01 | 395731  | Q59610659 | 1973       |             | Position | 146,99    | Landkreis Donau-Ries (100 %) | |
| Schutz von Landschaftsteilen in der Stadt Donauwörth und in den Gemeinden Altisheim, Graisbach, Marxheim und Schäfstall                                      | weitere Bilder | LSG-00233.01 | 395709  | Q59610663 | 1972       |             | Position | 973,72    | Landkreis Donau-Ries (100 %) | |
| Schutz von Landschaftsteilen in der Stadt Oettingen und der Gemeinde Hainsfarth                                                                              | weitere Bilder | LSG-00250.01 | 395728  | Q59610657 | 1972       |             | Position | 74,4      | Landkreis Donau-Ries (100 %) | |
| Schutzzone im Naturpark Altmühltal | weitere Bilder | LSG-00565.01 | 396115  | Q23787649 | 1995       |             | Position | 163135,05 | Ingolstadt (0,1 %), Landkreis Eichstätt (36,3 %), Landkreis Neuburg-Schrobenhausen (4,0 %), Landkreis Kelheim (8,7 %), Landkreis Neumarkt in der Oberpfalz (8,2 %), Landkreis Regensburg (1,5 %), Landkreis Roth (6,4 %), Landkreis Weißenburg-Gunzenhausen (22,8 %), Landkreis Donau-Ries (11,8 %) | |
| Bibertal |                | LSG-00199.01 | 395680  | Q59609628 | 1971       |             | Position | 32,13     | Landkreis Günzburg (79,8 %), Landkreis Neu-Ulm (20,2 %) | |
| Bremental | weitere Bilder | LSG-00465.01 | 395973  | Q59610405 | 1992       |             | Position | 208,88    | Landkreis Günzburg (100 %) | |
| Donautal zwischen Weißingen und Günzburg | weitere Bilder | LSG-00511.01 | 396022  | Q59610411 | 1997       |             | Position | 1173,72   | Landkreis Günzburg (99,9 %) | |
| Günzriedweiher mit Umgebung |                | LSG-00298.01 | 395777  | Q59610403 | 1979       |             | Position | 50,78     | Landkreis Günzburg (100 %) | |
| Leipheimer und Günzburger Moos | weitere Bilder | LSG-00288.01 | 395766  | Q59610401 | 1977       |             | Position | 339,65    | Landkreis Günzburg (100 %) | |
| Oberes Günztal |                | LSG-00415.01 | 395923  | Q59609633 | 1988       |             | Position | 175,23    | Landkreis Günzburg (88,4 %), Landkreis Neu-Ulm (11,5 %) | |
| Südliche Mindelaue |                | LSG-00496.01 | 396004  | Q59610409 | 1996       |             | Position | 46,13     | Landkreis Günzburg (100 %) | |
| LSG IIler | weitere Bilder | LSG-00519.01 | 396040  | Q59612118 | 1998       |             | Position | 301,92    | Kempten (99,9 %) | |
| LSG Rottachtobel |                | LSG-00518.01 | 396039  | Q59612081 | 1998       |             | Position | 71,66     | Kempten (100 %) | |
| LSG Schwabelsberger Weiher | weitere Bilder | LSG-00490.01 | 395998  | Q59612044 | 1995       |             | Position | 18,86     | Kempten (100 %) | |
| Bayerisches Bodenseeufer | weitere Bilder | LSG-00388.01 | 395896  | Q59610123 | 1986       |             | Position | 952,16    | Landkreis Lindau (Bodensee) (25,1 %) | |
| Hagspielmoor und seine Umgebung |                | LSG-00177.01 | 395649  | Q59610119 | 1969       |             | Position | 41,43     | Landkreis Lindau (Bodensee) (100 %) | |
| Hoyerberg | weitere Bilder | LSG-00443.01 | 395951  | Q59610128 | 1989       |             | Position | 15,26     | Landkreis Lindau (Bodensee) (100 %) | |
| Waldsee bei Lindenberg im Allgäu und Umgebung | weitere Bilder | LSG-00424.01 | 395932  | Q59610124 | 1988       |             | Position | 239,09    | Landkreis Lindau (Bodensee) (100 %) | |
| Weißensberger Weiher |                | LSG-00450.01 | 395958  | Q59610130 | 1990       |             | Position | 25,7      | Landkreis Lindau (Bodensee) (100 %) | |
| Schutz von Landschaftsteilen südlich und östlich der Iller                                                                                                   |                | LSG-00259.01 | 395737  | Q59608100 | 1973       |             | Position | 142,87    | Memmingen (83,7 %), Landkreis Unterallgäu (16,3 %) | |
| Donau-Auen | weitere Bilder | LSG-00116.01 | 395544  | Q59609624 | 1963       |             | Position | 878,99    | Landkreis Neu-Ulm (99,8 %) | |
| Illerauwald von Neu-Ulm bis Kellmünz | weitere Bilder | LSG-00513.01 | 395999  | Q59608111 | 1997       |             | Position | 1964,12   | Landkreis Neu-Ulm (99,9 %) | |
| Jurahang und Waldabteilung Großer Forst |                | LSG-00255.01 | 395733  | Q59609631 | 1973       |             | Position | 150,29    | Landkreis Neu-Ulm (100 %) | |
| Kirchholz |                | LSG-00251.01 | 395729  | Q59609627 | 1972       |             | Position | 12,13     | Landkreis Neu-Ulm (100 %) | |
| Pfuhler, Finninger und Bauernried | weitere Bilder | LSG-00528.01 | 396061  | Q59609634 | 1998       |             | Position | 1884,34   | Landkreis Neu-Ulm (100 %) | |
| Betzigauer Moos | weitere Bilder | LSG-00414.01 | 395922  | Q59608916 | 1988       |             | Position | 205,1     | Kempten (12,8 %), Landkreis Oberallgäu (87,2 %) | |
| Bezirksverordnung über den Schutz des Grüntensees in den Landkreisen Oberallgäu und Ostallgäu                                                                | weitere Bilder | LSG-00127.01 | 395601  | Q59608301 | 1966       |             | Position | 764,73    | Landkreis Ostallgäu (35,2 %), Landkreis Oberallgäu (64,8 %) | Stausee Grüntensee an der Wertach |
| Eschacher Weiher | weitere Bilder | LSG-00379.01 | 395887  | Q59609061 | 1985       |             | Position | 59,75     | Landkreis Oberallgäu (100 %) | |
| Großer Alpsee | weitere Bilder | LSG-00359.01 | 395868  | Q59608919 | 1984       |             | Position | 822,54    | Landkreis Oberallgäu (100 %) | |
| Hörnergruppe | weitere Bilder | LSG-00467.01 | 395975  | Q59609108 | 1992       |             | Position | 6823,03   | Landkreis Oberallgäu (100 %) | |
| Illerschleife oberhalb Martinszell und unteres Rottachtal | weitere Bilder | LSG-00132.01 | 395606  | Q59608923 | 1967       |             | Position | 432,51    | Landkreis Oberallgäu (100 %) | |
| Kleiner Alpsee bei Immenstadt | weitere Bilder | LSG-00464.01 | 395972  | Q59608925 | 1992       |             | Position | 37,94     | Landkreis Oberallgäu (100 %) | |
| Nagelfluhkette (Hochgratkette) | weitere Bilder | LSG-00468.01 | 395976  | Q59608927 | 1992       |             | Position | 5687,92   | Landkreis Oberallgäu (100 %) | |
| Niedersonthofener See | weitere Bilder | LSG-00183.01 | 395654  | Q59608930 | 1970       |             | Position | 687,64    | Landkreis Oberallgäu (100 %) | |
| Rauhenzeller Moos | weitere Bilder | LSG-00408.01 | 395916  | Q59608931 | 1987       |             | Position | 304,31    | Landkreis Oberallgäu (100 %) | |
| Schutz des Grüntengebietes, des Großen Waldes, der Deutschen Alpenstraße und des Wertachtales                                                                | weitere Bilder | LSG-00249.01 | 395727  | Q59608933 | 1972       |             | Position | 7614,76   | Landkreis Oberallgäu (99,9 %) | Grünten, ein Bergrücken in den Allgäuer Alpen |
| Schutz des nördlich Hochgreut in den Gemarkungen Wildpoldsried, Betzigau und Kraftisried gelegenen Bruckmooses                                               |                | LSG-00080.01 | 395502  | Q59608297 | 1956       |             | Position | 131,05    | Landkreis Ostallgäu (10,7 %), Landkreis Oberallgäu (89,2 %) | |
| Schutz von Landschaftsteilen des Tiefenberger Mooses | weitere Bilder | LSG-00221.01 | 395699  | Q59608936 | 1971       |             | Position | 386,31    | Landkreis Oberallgäu (100 %) | |
| Schutz von Landschaftsteilen im Bereich der Allgäuer Hochalpenkette mit Einschluß der Oberstdorfer Täler und des Hintersteiner Tales im Landkreis Oberallgäu | weitere Bilder | LSG-00248.01 | 395726  | Q59608939 | 1972       |             | Position | 19630,49  | Landkreis Oberallgäu (99,9 %) | |
| Schutz von Landschaftsteilen im Markt Dietmannsried |                | LSG-00282.01 | 395760  | Q59608940 | 1976       |             | Position | 31,49     | Landkreis Oberallgäu (100 %) | |
| Schutz von Landschaftsteilen in den Märkten Altusried und Dietmannsried                                                                                      | weitere Bilder | LSG-00284.01 | 395762  | Q59608943 | 1977       |             | Position | 1464,72   | Landkreis Oberallgäu (99,9 %) | |
| Schwarzenberger Weiher mit Wintermoos und Sennenmoos | weitere Bilder | LSG-00421.01 | 395929  | Q59608944 | 1988       |             | Position | 238,43    | Landkreis Oberallgäu (100 %) | |
| Stoffelberg | weitere Bilder | LSG-00444.01 | 395952  | Q59608946 | 1989       |             | Position | 524,98    | Landkreis Oberallgäu (100 %) | |
| Sulzberger See | weitere Bilder | LSG-00356.01 | 395865  | Q59608948 | 1984       |             | Position | 131,09    | Landkreis Oberallgäu (100 %) | |
| Waltenhofener Moor | weitere Bilder | LSG-00355.01 | 395864  | Q59608950 | 1984       |             | Position | 66,68     | Landkreis Oberallgäu (100 %) | |
| Werdensteiner Moos | weitere Bilder | LSG-00285.01 | 395763  | Q59608952 | 1977       |             | Position | 136,62    | Landkreis Oberallgäu (100 %) | |
| Attlesee - Kögelweiher | weitere Bilder | LSG-00160.01 | 395630  | Q59608304 | 1968       |             | Position | 437,91    | Landkreis Ostallgäu (100 %) | |
| Auerberg | weitere Bilder | LSG-00318.01 | 395805  | Q59608621 | 1980       |             | Position | 330,6     | Landkreis Ostallgäu (100 %) | |
| Bachtel- und Bärensee | weitere Bilder | LSG-00413.01 | 395921  | Q59608312 | 1988       |             | Position | 299,75    | Kaufbeuren (46,2 %), Landkreis Ostallgäu (53,7 %) | Stauseen Bachtelsee und Bärensee an der Wertach südlich von Kaufbeuren |
| Berger Moos | weitere Bilder | LSG-00395.01 | 395903  | Q59608311 | 1986       |             | Position | 48,3      | Landkreis Ostallgäu (100 %) | |
| Faulensee | weitere Bilder | LSG-00186.01 | 395656  | Q59608305 | 1970       |             | Position | 20,94     | Landkreis Ostallgäu (100 %) | |
| Forggensee und benachbarte Seen | weitere Bilder | LSG-00446.01 | 395954  | Q59608315 | 1990       |             | Position | 5806,4    | Landkreis Ostallgäu (100 %) | Stausee Forggensee am Lech |
| Gebiet um den Elbsee, Gde. Aitrang | weitere Bilder | LSG-00067.01 | 395492  | Q59608295 | 1955       |             | Position | 1609,04   | Landkreis Ostallgäu (100 %) | Elbsee |
| Landschaftsschutz am Schwaltenweiher | weitere Bilder | LSG-00108.01 | 395536  | Q59608299 | 1962       |             | Position | 91,4      | Landkreis Ostallgäu (100 %) | Schwaltenweiher |
| Schutz der Ruinen Hohenfreyberg - Eisenberg im Landkreis Füssen                                                                                              | weitere Bilder | LSG-00107.01 | 395535  | Q59608298 | 1962       |             | Position | 191,31    | Landkreis Ostallgäu (100 %) | Burgruinen Hohenfreyberg und Eisenberg und Umgebung |
| Schutz von Landschaftsteilen der Kurfürstenallee in Marktoberdorf                                                                                            | weitere Bilder | LSG-00030.01 | 395469  | Q59608355 | 1954       |             | Position | 48,9      | Landkreis Ostallgäu (100 %) | |
| Schutz von Landschaftsteilen im Bereich der Stadt Füssen und der Gemeinden Weissensee, Eisenberg und Pfronten im Landkreis Füssen                            | weitere Bilder | LSG-00115.01 | 395543  | Q59608300 | 1963       |             | Position | 1469,5    | Landkreis Ostallgäu (100 %) | |
| Schutz von Landschaftsteilen im Bereich des Faulenbacher Tales, des Lechtales, des Schwanseetales und des Alpseegebietes im Landkreis Füssen                 | weitere Bilder | LSG-00078.01 | 395500  | Q59608296 | 1956       |             | Position | 1320,12   | Landkreis Ostallgäu (100 %) | |
| Seeger See | weitere Bilder | LSG-00142.01 | 395615  | Q59608303 | 1967       |             | Position | 152,54    | Landkreis Ostallgäu (100 %) | |
| Sulzschneider Moore |                | LSG-00319.01 | 395806  | Q59608308 | 1980       |             | Position | 778,83    | Landkreis Ostallgäu (100 %) | |
| Troll- und Luimoosweiher | weitere Bilder | LSG-00320.01 | 395807  | Q59608309 | 1980       |             | Position | 112,32    | Landkreis Ostallgäu (100 %) | Trollweiher |
| Wertachschlucht | weitere Bilder | LSG-00472.01 | 395980  | Q59608316 | 1993       |             | Position | 954,54    | Landkreis Ostallgäu (85,1 %), Landkreis Oberallgäu (14,9 %) | |
| Hochfirst (Landschaftsschutzgebiet) | weitere Bilder | LSG-00426.01 | 395934  | Q59608106 | 1988       |             | Position | 605,28    | Landkreis Unterallgäu (100 %) | |
| Illerauen nördlich von Buxheim | weitere Bilder | LSG-00491.01 | 395999  | Q59614164 | 1995       |             | Position | 590,72    | Landkreis Unterallgäu (100 %) | |
| Mühlbachtal | weitere Bilder | LSG-00454.01 | 395962  | Q59608107 | 1991       |             | Position | 684,11    | Landkreis Unterallgäu (71 %), Landkreis Oberallgäu (29,0 %) | |
| Schutz von Landschaftsteilen beiderseits der Iller in den Gemarkungen Legau, Maria Steinbach, Grönenbach und Kronburg                                        | weitere Bilder | LSG-00262.01 | 395740  | Q59608102 | 1973       |             | Position | 888,49    | Landkreis Unterallgäu (99,9 %) | |
| Untere Iller bei Kardorf | weitere Bilder | LSG-00352.01 | 395860  | Q59608103 | 1983       |             | Position | 65,52     | Landkreis Unterallgäu (99,9 %) | |
| Wertachauen im Landkreis Unterallgäu | weitere Bilder | LSG-00460.01 | 395968  | Q59608109 | 1992       |             | Position | 692,07    | Landkreis Unterallgäu (100 %) | |